# طائرات: مهمة الإنقاذ
طائرات: حرائق وإنقاذ (بالإنجليزية: Planes: Fire & Rescue)‏ هو فيلم رسوم متحركة ثلاثي الأبعاد أمريكي من إنتاج ديزني تون ستوديوز. أصدر مسرحياً من أفلام والت ديزني في 18 يوليو 2014.

## التمثيل الصوتي

### النسخة العربية
- عماد فغالي - داستي[7]
- ندى الحاج - ديبر
- إبراهيم ماضي - بلايد
- فؤاد شمص - كاد
- خالد السيد - تشاغ
- سمير شمص - سكيبر
- سعد حمدان - مارو
- إسماعيل نعنوع - أويلجامر
- ناجي شامل - مايداي
- شربل أيوب - ويندلفتر
- جورج أبو سلبي - كابي

## وصلات خارجية
- الموقع الرسمي
- طائرات: مهمة الإنقاذ على موقع IMDb (الإنجليزية)
- طائرات: مهمة الإنقاذ على موقع ميتاكريتيك (الإنجليزية)
- طائرات: مهمة الإنقاذ على موقع روتن توميتوز (الإنجليزية)
- طائرات: مهمة الإنقاذ على موقع نتفليكس (الإنجليزية)
- طائرات: مهمة الإنقاذ على موقع قاعدة بيانات الأفلام العربية
- طائرات: مهمة الإنقاذ على موقع ألو سيني (الفرنسية)
- طائرات: مهمة الإنقاذ على موقع أول موفي (الإنجليزية)
- طائرات: مهمة الإنقاذ على موقع بوكس أوفيس موجو (الإنجليزية)
- طائرات: مهمة الإنقاذ على موقع فيلمافينيتي (الإسبانية)
- طائرات: مهمة الإنقاذ على موقع قاعدة بيانات الأفلام السويدية (السويدية)